# Parafia św. Tekli w Chicago
Parafia św. Tekli w Chicago (ang. St. Thecla's Parish) – parafia rzymskokatolicka położona w Chicago w stanie Illinois w Stanach Zjednoczonych.
Jest ona wieloetniczną parafią w północno-zachodniej dzielnicy Chicago, z mszą św. w j. polskim dla polskich imigrantów.
Parafia została poświęcona św. Tekli.

## Szkoły
- St. Thecla School